# Ibn Chabbat
Ibn Chabbat (arabe : ابن شباط), de son vrai nom Mohamed Ben Ali Ben Mohamed Ben Ali, né le 16 octobre 1221 et décédé le 17 juin 1285, est un homme de lettres et de sciences ifriqiyen originaire de Tozeur. Il a contribué à la fois à la vie littéraire et à la vie sociale de l'actuelle Tunisie.

## Biographie

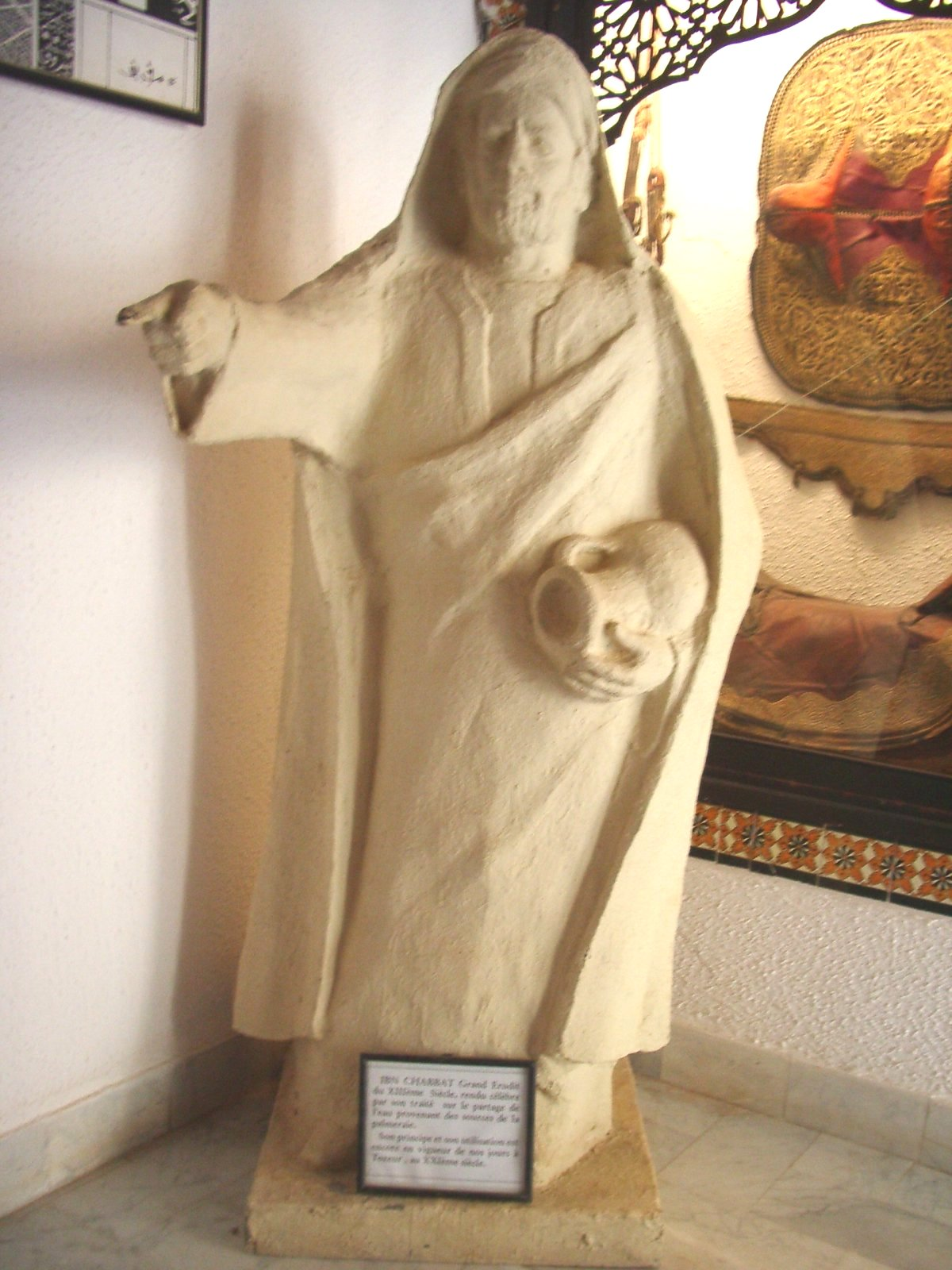
Statue représentant Ibn Chabbat au musée Dar Cheraït.

Après avoir étudié à Tozeur et appris auprès de nombreux savants de son époque, il se distingue dans les différents domaines de la connaissance, au point d'être choisi comme imam puis comme cadi. Mais ses larges connaissances ne pouvant se limiter à sa ville natale, il part à Tunis où il enseigne à l'Université Zitouna pendant quelques années, avant de revenir à Tozeur. Il y rassemble de nombreux disciples et participe à la résolution des problèmes de ses concitoyens, tout en enrichissant l'activité culturelle par ses poèmes et ses ouvrages.
Sa principale contribution demeure néanmoins le plan destiné au partage des eaux et à l'optimisation de l'irrigation dans les oasis du Jérid, toujours en application à ce jour. La culture populaire tend à lui attribuer la paternité du système d'irrigation de Tozeur, mais celui-ci avait été déjà décrit par l'historien Al-Bakri au IXe siècle et de tels systèmes de fractionnement de débit par barrages et partiteurs (khrachba) fonctionnaient déjà dans l'Antiquité dans les oasis sahariennes comme l'attestent les vestiges en pierre (Tozeur), des inscriptions antiques (Lamasba), des descriptions d'auteurs comme Pline l'Ancien (Tacape) et l'utilisation en dialecte tunisien de mots techniques dérivés du latin. C'est pourquoi il semble plus probable qu'Ibn Chabbat soit l'auteur ayant permis d'y apporter des améliorations décisives.

## Œuvres
Il a écrit de nombreux ouvrages dont une dizaine en littérature et en histoire ainsi qu'un ouvrage important en ingénierie.
Sur le plan strictement littéraire, son œuvre la plus marquante est Le Don du collier et la marque de la robe (Silat al-simt wa simat al-mirt), un commentaire de l'un de ses propres poèmes. Même si son poème de départ qui loue le prophète Mahomet en une longue série de cinq vers est une adaptation d'un autre auteur tunisien né à Tozeur, Chaqratisi (mort en 1074), sans traits particulièrement remarquables, en revanche son commentaire en quatre tomes (resté manuscrit et jamais imprimé) présente un intérêt notoire pour les historiens en raison de ses nombreux détails historiques et sociologiques sur la vie intellectuelle et sur diverses personnes de l'époque qu'il contient.
Concernant son ouvrage d'ingénierie, Ibn Chabbat l'a rédigé en ingénieur rigoureux, effectuant des calculs qui tiennent compte non seulement des surfaces de terrain à irriguer et du nombre d'arbres, des sources présentes à Tozeur et de leurs débits respectifs, mais même de leurs variations de pression.